# Kłodnica (obwód lwowski)
Kłodnica (ukr. Колодниця) – wieś na Ukrainie, w rejonie stryjskim obwodu lwowskiego. Wieś liczy 368 mieszkańców.
Za II Rzeczypospolitej do 1934 samodzielna gmina jednostkowa. Następnie należała do zbiorowej wiejskiej gminy Grabowiec Stryjski w powiecie stryjskim w woj. stanisławowskiem. Po wojnie wieś weszła w struktury administracyjne Związku Radzieckiego.